# Jonas Olsson (Fußballspieler, 1970)

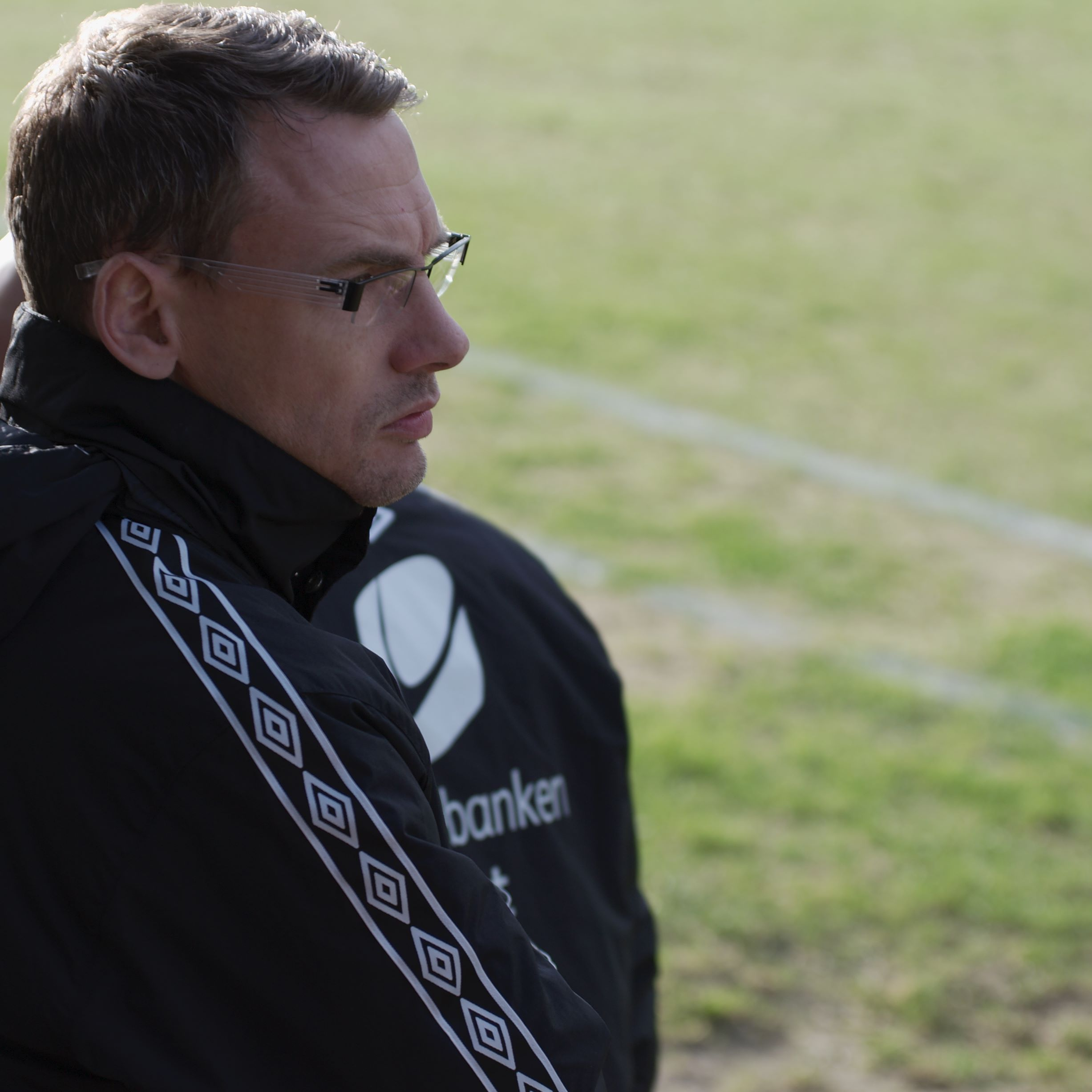
Jonas Olsson (2012)

Jonas Olsson (* 14. Januar 1970) ist ein ehemaliger schwedischer Fußballspieler. Der Abwehrspieler, der mit dem IFK Göteborg mehrfach den schwedischen Meistertitel gewann, begann im Anschluss an seine von Verletzungen gebremste aktive Laufbahn eine Trainerkarriere.

## Werdegang
Olsson begann mit dem Fußballspielen bei Tuve IF. Von dort wechselte er zum IFK Göteborg, für den er 1989 an der Seite von Thomas Ravelli, Roland Nilsson, Klas Ingesson und Kennet Andersson unter Trainer Kjell Pettersson erstmals in der Allsvenskan auflief. Nach einem enttäuschenden siebten Tabellenrang wechselte der Verein den Trainer und installierte den vormaligen Nachwuchstrainer Roger Gustafsson. Unter dessen Leitung entwickelte der Göteborger Klub Anfang der 1990er Jahre eine dominierende Stellung im schwedischen Fußball. Bei der Meisterschaft in den Spielzeiten 1990 und 1991 als Ergänzungsspieler noch kaum am Titelgewinn beteiligt, entwickelte er sich in den folgenden Jahren zeitweise zur Stammkraft und verhalf somit dem Klub zu vier Meistertiteln in Serie. In der Folge spielte er mit dem Klub auch in der UEFA Champions League. Hatte er sich 1992 am Tag vor einem Europapokalspiel mit dem AC Mailand das Bein gebrochen, gehörte er zwei Jahre später zur Mannschaft, die im Wettbewerb 1994/95 als Gruppensieger vor dem FC Barcelona, Manchester United und Galatasaray Istanbul überraschte, ehe sie im Viertelfinale aufgrund der Auswärtstorregel am FC Bayern München scheiterte. Dabei kam er jedoch nur in zwei Gruppenspielen sowie dem Viertelfinalhinspiel zum Einsatz. 1996 erneut Landesmeister, verletzte er sich im folgenden Jahr und fiel längerfristig aus. 1998 beendete er seine aktive Laufbahn nach einer Verletzung, die er sich in einem Spiel mit der Reservemannschaft zugezogen hatte. Später erkrankte er an Krebs und hatte einen Tumor im Fuß.
Olsson blieb IFK Göteborg treu und engagierte sich im Nachwuchsbereich als Jugendtrainer. Später arbeitete er als Assistenztrainer von Stefan Lundin und nach dessen Entlassung im Herbst 2002 von Interimslösung Roger Gustafsson. Schließlich arbeitete er ab 2003 auch unter dessen Nachfolger Bo Johansson als Assistent. Zum 1. Januar 2004 verließ Olsson den Göteborger Klub und trat beim Drittligisten FC Trollhättan seinen ersten hauptverantwortlichen Trainerposten an. Mit dem Verein überstand er 2005 eine Ligareform in der Spielklasse und qualifizierte sich somit für die neu geschaffene Division 1. 
Ende 2006 kehrte Olsson zum IFK Göteborg zurück und bildete gemeinsam mit Stefan Rehn ein Trainerduo. Auf Anhieb führten die beiden die Mannschaft um Ragnar Sigurðsson, Marcus Berg, Pontus Wernbloom, Bengt Andersson und Mattias Bjärsmyr in der  Spielzeit 2007 zum Gewinn des Meistertitels. Auch in den folgenden Jahren gehörte der Klub zu den Spitzenmannschaften und gewann 2008 den Landespokal. Daraufhin verlängerte der Klub Anfang 2009 die Verträge des Duos bis 2011. Im September 2011 verkündete Sportchef Håkan Mild die Trennung mit Ablauf des Vertrages zum Saisonende.
Wenige Wochen nach Bekanntwerden seines Abgangs bei IFK Göteborg, verpflichtete der norwegische Klub Sogndal Fotball Olsson Anfang Oktober als neuen Trainer ab der Tippeligaen-Spielzeit 2012.